# Unfallkosten
Unfallkosten sind im Verkehrswesen allgemein alle Kosten, die durch Personen- und Sachschäden bei Unfällen entstehen.

## Allgemeines
Im Alltag wird der Begriff auf die im Verkehr vorkommenden Verkehrsunfälle eingeschränkt. Darüber hinaus entstehen Unfallkosten auch bei anderen Unfallarten wie Arbeits-, Haushalts- oder Sportunfällen. Verkehrsunfälle sind jedoch weltweit die am häufigsten vorkommende und deshalb von der Unfallforschung besonders untersuchte Unfallart, sodass sich die Analyse ihrer Unfallkosten besonders lohnt. Der Begriff des Verkehrsunfalls umfasst neben dem Straßenverkehr auch den Schienenverkehr, Schiffsverkehr und Luftverkehr. Unfallkosten zählen auf dem Gebiet der örtlichen Unfalluntersuchung zu den Unfallkennziffern, da mit deren Hilfe eine Bewertung (Verkehrssicherheitsbewertung) des Unfallgeschehens auf Streckenabschnitten und Verkehrsknotenpunkten durchgeführt werden kann.

## Volkswirtschaftslehre
Die Anzahl und Schwere der Straßenverkehrsunfälle wird durch die Unfallkosten gemessen, welche deren volkswirtschaftliche Verluste anzeigen und somit die Verkehrssicherheit mit einer Geldgröße wiedergeben. Die Verkehrssicherheit sinkt mit zunehmender Unfallhäufigkeit und umgekehrt.
Unfallkosten messen die volkswirtschaftlichen Verluste (externe Kosten), fassen Anzahl und Schwere der Unfälle zusammen und ermöglichen Vergleiche der Verkehrssicherheit zu einem Preisstand. Die Unfallkostendichte (UKD) projiziert die durchschnittlichen volkswirtschaftlichen Kosten (in 1.000 €/a) auf einzelne Straßenabschnitte.
Die Bundesanstalt für Straßenwesen (BASt) berechnet und veröffentlicht jährlich die volkswirtschaftlichen Kosten von Straßenverkehrsunfällen in Deutschland. Die methodische Basis für diese Bewertung wurde 1984 nach einer konzeptionellen und empirischen Untersuchung von Krupp und Hundhausen gelegt. Diese Konzeption wurde 1999 von Baum und Höhnscheid konzeptionell überarbeitet und durch empirische Neuerhebung der Strukturdaten aktualisiert. Diese Konzeption wurde seitdem beibehalten. Aktuell basiert die Unfallkostenrechnung auf einem von Baum, Kranz und Westerkamp entwickelten Berechnungsmodell.
Das Berechnungsmodell der BASt ermittelt Unfallkosten (Euro je Unfall bzw. Personenschaden), die nach dem Schweregrad der Personenschäden (getötet, schwerverletzt, leichtverletzt) bzw. der Unfallkategorie der Sachschäden unterteilt sind. Durch Verknüpfung der schweregradabhängigen Unfallkostensätze mit der Häufigkeit ihres Auftretens im Erhebungsjahr lassen sich die volkswirtschaftlichen Kosten von Personenschäden und Sachschäden im Straßenverkehr berechnen.

## Steuerrecht
Unfallkosten, die auf dem Arbeitsweg zwischen Wohnung und erster Tätigkeitsstätte entstehen, werden als außergewöhnliche Belastungen neben der Entfernungspauschale nach § 9 Abs. 1 Satz 1 EStG als Werbungskosten berücksichtigt.

## Gliederung der Unfallkosten
Unfallkosten können wie folgt gegliedert werden:
- Reproduktionskosten sind die Kosten, die aufgewendet werden, um durch den Einsatz medizinischer, juristischer, verwaltungstechnischer und anderer Maßnahmen einen äquivalenten Status wie vor dem Verkehrsunfall herzustellen. Es lassen sich direkte und indirekte Reproduktionskosten unterscheiden.
  - Direkte Reproduktionskosten entstehen bei der medizinischen und beruflichen Rehabilitation der Unfallopfer. Die medizinische Rehabilitation umfasst die stationäre und ambulante Behandlung, den Transport und die Nachbehandlung der Unfallopfer. Die berufliche Rehabilitation umfasst Maßnahmen, die der beruflichen Wieder- oder Neueingliederung der Unfallopfer dienen.
  - Indirekte Reproduktionskosten sind Verwaltungskosten aus dem Versuch der Wiederherstellung der Rechtslage (Kosten von Polizei, Justiz, Versicherungsgesellschaften).
- Ressourcenausfallkosten erfassen die Wertminderungen an wirtschaftlicher Wertschöpfung, die dadurch entstehen, dass die durch Unfall verletzten oder getöteten Personen nicht mehr in der Lage sind, am Produktionsprozess teilzunehmen. Die Verletzung oder der Todesfall einer Person hat insofern eine Verringerung des künftigen Sozialproduktes zur Folge.
- Außermarktliche Wertschöpfungsverluste beinhalten Verluste an Wertschöpfung, die nicht im Sozialprodukt enthalten sind. Dies umfasst die Schattenwirtschaft sowie die Haushaltsproduktion.
- Humanitäre Kosten umfassen Unfallfolgen wie die psychische Belastung oder die Umstellung der Lebensplanung, die nicht in den Reproduktionskosten und den Ressourcenausfallkosten enthalten sind.
- Staukosten oder Stauzeitverlustkosten sind die Kosten aus Zeitverlusten (Verspätung) oder ökonomischen Verlusten (erhöhte Betriebskosten der Fahrzeuge wie Benzinkosten oder Abnutzung), die durch einen unfallbedingten Verkehrsstau entstehen.[9]

Der Verkehrsstau in Verkehrsnetzen ist eine Netzstörung, welche durch überhöhte Netzlast bei starker Verkehrsdichte insbesondere zu Hauptverkehrszeiten zustande kommt.

## Kosten durch Straßenverkehrsunfälle am Beispiel Deutschland

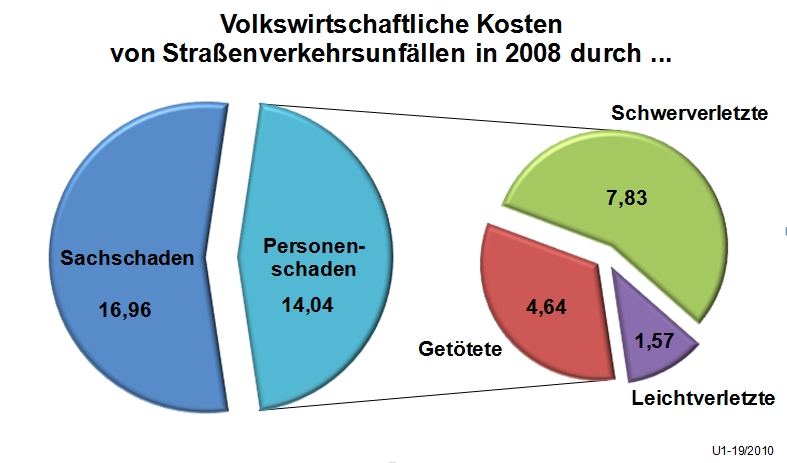
Volkswirtschaftliche Unfallkosten im Jahr 2008 (in Mrd. €)

Nach dem Berechnungsmodell der BASt ergeben sich für das Jahr 2008 volkswirtschaftliche Kosten in Höhe von 31 Mrd. Euro durch Personen- und Sachschäden infolge von Straßenverkehrsunfällen in Deutschland. Gegenüber dem Vorjahr sind die Unfallkosten damit um ca. 3 % (= 970 Mill. €) gesunken.
Von den insgesamt berechneten volkswirtschaftlichen Unfallkosten entfielen auf Kosten für Personenschäden im Jahr 2008 insgesamt 14,04 Mrd. €; darunter auf Getötete 4,64 Mrd. €, auf Schwerverletzte 7,83 Mrd. € und auf Leichtverletzte 1,57 Mrd. €. Insgesamt entspricht das einem Anteil von 45 % an den Gesamtkosten. Der Anteil der Kosten für Sachschäden betrug 55 %, was einem Kostenumfang von 16,96 Mrd. € entspricht.

### Kostensätze für Personen- und Sachschäden
| Kostensätze für Personenschäden (je verunglückte Person) | Kostensätze für Personenschäden (je verunglückte Person) |
| -------------------------------------------------------- | -------------------------------------------------------- |
| Getötete                                                 | 1.035.165 €                                              |
| Schwerverletzte                                          | 110.506 €                                                |
| Leichtverletzte                                          | 4.403 €                                                  |
| Kostensätze für Sachschäden (je Unfall)                  |                                                          |
| Unfall mit Getöteten                                     | 40.242 €                                                 |
| Unfall mit Schwerverletzten                              | 19.436 €                                                 |
| Unfall mit Leichtverletzten                              | 12.775 €                                                 |
| Schwerwiegender Unfall mit nur Sachschaden               | 19.035 €                                                 |
| Übriger Sachschadensunfall (einschl. Alkoholunfall)      | 5.550 €                                                  |

Mit dem Berechnungsmodell werden die Unfallkostensätze für Personenschäden personenbezogen ermittelt, um die Unfallfolgen nach dem Schweregrad der Personenschäden (getötet, schwerverletzt, leichtverletzt) zu schätzen. Bei den Sachschäden werden die Kostensätze unfallbezogen ermittelt, um sie in Abhängigkeit vom Schweregrad des Unfalls zu schätzen. Einen Überblick über die Kostensätze je verunglückte Person bei Personenschäden sowie je Unfall bei Sachschäden gibt die nebenstehende Tabelle.

### Entwicklung der Unfallkosten
|                                | 2005  | 2006  | 2007  | 2008  |
| ------------------------------ | ----- | ----- | ----- | ----- |
| Kosten der Personenschäden     | 15,23 | 14,73 | 14,88 | 14,04 |
| davon: Kosten für              |       |       |       |       |
| Getötete                       | 5,46  | 5,16  | 5,08  | 4,64  |
| Schwerverletzte                | 8,15  | 7,98  | 8,16  | 7,83  |
| Leichtverletzte                | 1,62  | 1,59  | 1,64  | 1,57  |
| Kosten der Sachschäden         | 16,25 | 16,22 | 17,09 | 16,96 |
| Volksw. Unfallkosten insgesamt | 31,48 | 30,95 | 31,97 | 31,00 |

Aufgrund von Veränderungen hinsichtlich der Unfallzahlen, Unfallschwere, Kosten im Gesundheitssystem und der Einkommensverhältnisse, die den wirtschaftlichen Verlust durch Straßenverkehrsunfälle maßgeblich bestimmen, wurde das in der Vergangenheit verwendete Berechnungsmodell aus dem Jahr 1996 überarbeitet. Auf Grundlage des neuen Modells wurden die Unfallkosten seit dem Datenjahr 2005 fortgeschrieben. Der dadurch entstandene „Bruch“ zur vorangegangenen Methodik muss dabei – zugunsten einer möglichst realitätsnahen Abbildung der volkswirtschaftlichen Verluste – in Kauf genommen werden.
Die gesamten Unfallkosten sind im Vergleich zum Vorjahr infolge eines Rückgangs sowohl der Personenschäden als auch der Sachschäden um ca. 3 % gesunken. Die wichtigste Ursache dieser Entwicklung ist der auch in 2008 erneut deutliche Rückgang der Anzahl tödlich verletzter Unfallopfer um 472 gegenüber dem Vorjahr. Die Kosten durch Getötete im Straßenverkehr sind um fast 9 % gegenüber dem Vorjahr zurückgegangen. Entgegen dem Trend bei den Personenschäden haben die Kosten für Sachschäden seit 2005 insgesamt eine Zunahme um 4,4 % zu verzeichnen. Wie sich die Unfallkosten seit der Modellanpassung im Jahre 2005 entwickelt haben, zeigt die nebenstehende Tabelle. (Werte in Mrd. €)

## Wirtschaftliche Aspekte
Die Verkehrsteilnehmer gehen bei ihrer Entscheidung, am Straßenverkehr teilzunehmen, nicht davon aus, dass sie in einen Verkehrsunfall verwickelt werden. Der Verkehrsunfall ist daher im Sinne der Netzwerkökonomie ein externer Effekt. Dieses Marktversagen wird dadurch beseitigt, dass die externen Kosten dem physischen Verursacher dieses externen Effekts angelastet werden. So werden die Unfallkosten bei einem Verkehrsunfall dem Unfallverursacher als Kostenträger angelastet.
Umstritten ist, ob es sich bei Staukosten um externe Kosten handelt. Nach überwiegender Ansicht sind es keine externen Kosten, weil sich die Verkehrsteilnehmer gegenseitig stören (englisch user-on-user-effect), so dass die Verursacher als Kollektiv gleichzeitig auch als Verursacher und Geschädigte die Kosten selbst tragen und nicht Dritte. Die Zeitverluste im Stau durch Verspätungen allerdings werden direkt internalisiert, der Rest bleibt jedoch externe Kosten, weil jeder zusätzliche Verkehrsteilnehmer, der in einen Stau einfährt, nur die durchschnittlichen Staukosten einkalkuliert, nicht aber die mit jedem zusätzlichen Verkehrsteilnehmer exponentiell steigenden Stau-Grenzkosten.